# Mary Gaitskill
Mary Gaitskill (née le 11 novembre 1954) est une écrivaine américaine. En 2020, Gaitskill est professeure invitée de littérature au Claremont McKenna College (en).
Elle a notamment publié dans The New Yorker, Harper's Magazine, Esquire, The Best American Short Stories (en) (1993, 2006, 2012, 2020) et  The O. Henry Prize Stories (1998, 2008).

## Biographie
Gaitskill naît à Lexington (Kentucky), aux États-Unis. Elle vit à New York, Toronto, San Francisco, où, adolescente, elle vendra des fleurs, puis dans le comté de Marin et en Pennsylvanie. À la même époque, elle fait des études à l'université du Michigan, d'où elle obtient un B.A. en 1981.
Lors d'une conversation avec l'écrivain Matthew Sharpe (en) pour Bomb Magazine, Gaitskill affirme avoir choisi de devenir écrivaine à l'âge de 18 ans.
Gaitskill à enseigné à l'université de Californie à Berkeley, l'université de Houston, l'université de New York, The New School, l'université Brown, l'université Temple et l'université de Syracuse. Elle est écrivaine en résidence au Hobart and William Smith Colleges (en).
En 2001, elle épouse Peter Trachtenberg (en). Le couple divorce en 2010.

## Prix et distinction
- Arts and Letters Award in Literature, Académie américaine des arts et des lettres (2018)[6].
- Cullman Research Fellowship de la New York Public Library (2010)[7]
- Bourse Guggenheim for fiction (2002)[7]
- Hopwood Award (en)